# Croce di Migné

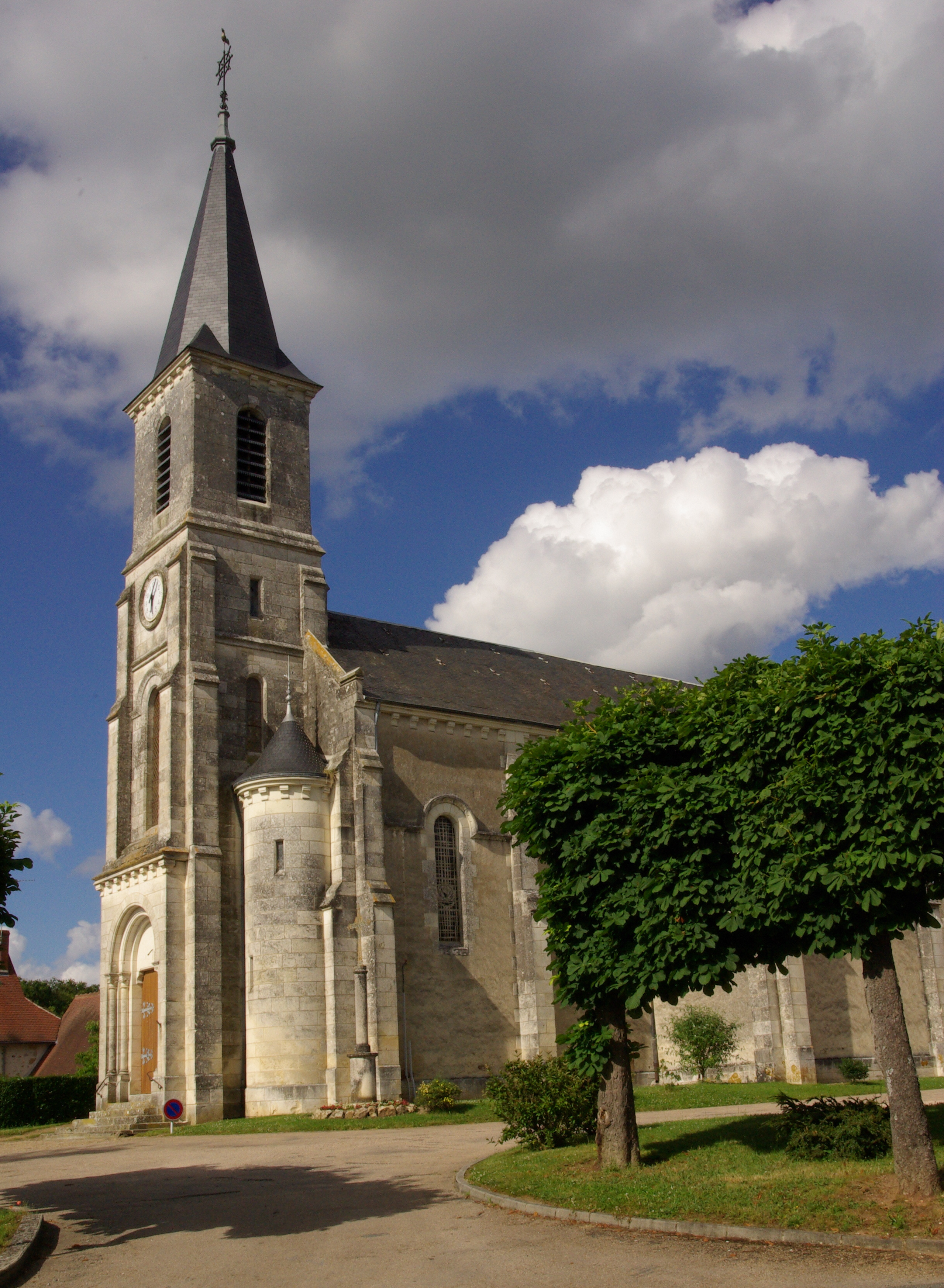
L'attuale chiesa parrocchiale dei santi Pietro e Paolo a Migné

La Croce di Migné è una croce che sarebbe apparsa nel cielo il 17 dicembre 1826, nel piccolo comune francese di Migné, alla folla radunata davanti alla chiesa parrocchiale.

## La storia

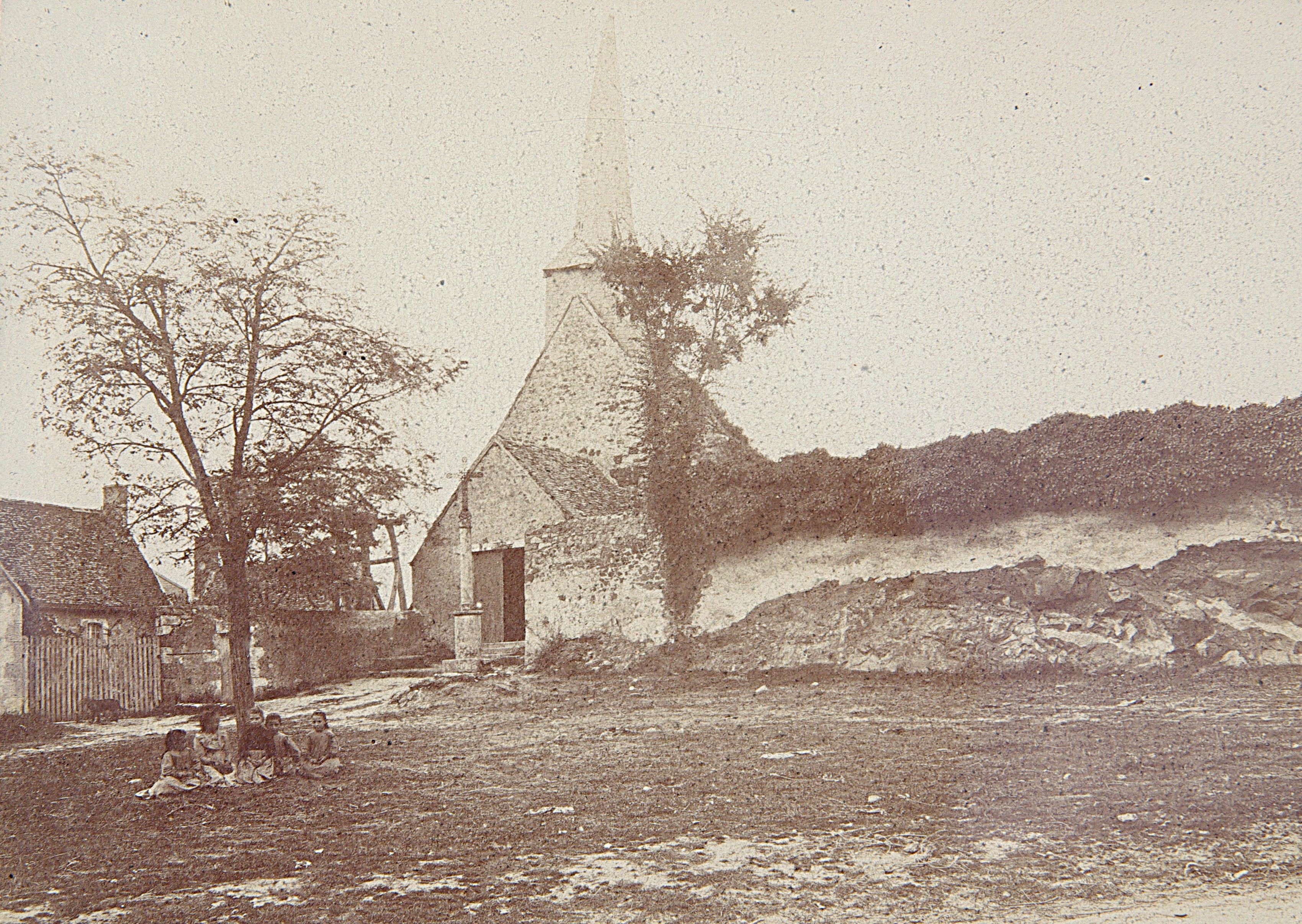
L'antica chiesa parrocchiale di Migné in un'immagine ottocentesca

La sera del 17 dicembre 1826, davanti alla chiesa parrocchiale di Migné, una folla di circa tremila persone provenienti anche dai paesi limitrofi, in occasione della chiusura di una serie di esercizi religiosi organizzati nella parrocchia per celebrare l'installazione di una croce dedicata alle missioni, sta ascoltando una predica in cui viene citata la famosa croce che sarebbe apparsa all'imperatore Costantino e alle sue truppe prima della battaglia di Ponte Milvio. 
All'improvviso sarebbe apparsa nel cielo sereno una grande croce luminosa argentea, posizionata orizzontalmente a circa sessantacinque metri di altezza, lunga circa quarantacinque metri e visibile per circa mezz'ora, fino al rientro dei fedeli in chiesa per la benedizione del Santissimo Sacramento: in quel momento  la croce avrebbe cominciato a decolorarsi per sparire gradualmente.
Il fenomeno avrebbe provocato nella folla stupore e religioso rispetto, ravvivando la fede nei parrocchiani e causando il ritorno alla pratica religiosa di molti che se ne erano allontanati.